# Bộ giới hạn âm thanh
Bộ giới hạn âm thanh hoặc bộ giới hạn tiếng ồn là một thiết bị kỹ thuật số được gắn micrô để đo mức áp suất âm thanh của tiếng ồn môi trường, được biểu thị bằng đơn vị logarit decibel (dB). Nếu mức tiếng ồn của môi trường được đo bằng micrô vượt quá mức cài đặt sẵn trong một khoảng thời gian nhất định (ví dụ 5 giây), mạch điện tử của bộ giới hạn sẽ cắt nguồn cung cấp cho thiết bị âm nhạc và hệ thống PA trong một khoảng thời gian ngắn.
Bộ giới hạn âm thanh thường được lắp đặt tại các địa điểm chương trình âm nhạc trực tiếp, bao gồm các địa điểm riêng tư và đặc biệt là các địa điểm tổ chức tiệc cưới với các ban nhạc tham gia chơi nhạc trực tiếp trong tiệc cưới.
Chỉ báo trực quan trên bộ giới hạn hoạt động phổ biến nhất trên hệ thống đèn giao thông trên đường cao tốc: màu xanh = không có vấn đề gì, màu hổ phách = mức âm thanh tiến gần đến ngưỡng, màu đỏ = ngưỡng bị vi phạm. Nếu đèn vẫn đỏ hơn vài giây, thì bộ giới hạn sẽ hành động và cắt nguồn.
Mặc dù không có yêu cầu pháp lý để cài đặt bộ giới hạn âm thanh, chúng là một thiết bị hợp lý rẻ tiền, có thể giúp ngăn ngừa các phàn nàn xung quanh như là một phần của kế hoạch kiểm soát âm thanh và cũng bảo vệ sức khỏe của nhân viên của bạn bằng cách đảm bảo rằng các mức không vượt quá mức đó được thiết lập bởi Quy định kiểm soát tiếng ồn tại nơi làm việc năm 2005.